# トルペ
トルペ（イタリア語: Torpè）は、イタリア共和国サルデーニャ自治州ヌーオロ県にある、人口約2,800人の基礎自治体（コムーネ）。

## 地理

### 位置・広がり

#### 隣接コムーネ
隣接するコムーネは以下の通り。括弧内のSSはサッサリ県所属を示す。
- ブドーニ (SS)
- ロデ
- パドル (SS)
- ポザーダ
- サン・テオドーロ (SS)
- シニスコーラ

## 行政

### 分離集落
トルペには、以下の分離集落（フラツィオーネ）がある。
- Bidda Noa, Concas, Talavà, Su Cossu, Sos Rios, Brunella